# Nationalstraße 327 (China)
Die Nationalstraße 327 (chinesisch 327国道, Pinyin 327 Guódào, englisch China National Highway 327), chin. Abk. G327, ist eine 424 km lange, in Ost-West-Richtung verlaufende Fernstraße im Osten Chinas in den Provinzen Shandong und Jiangsu. Sie beginnt in Heze und führt über Juye, Jining, Yanzhou, Qufu, Sishui, Pingyi, Linyi und Linshu nach Lianyungang an der Ostküste.